# 麗景殿
麗景殿，為天皇御所內的後宮七殿之一。
其西側下角為承香殿、上角則是常寧殿，北面正上方為宣耀殿。而在東側則有朝陽舍（別稱梨壺）和朝陽北舍，東側上角則是淑景舍（別稱桐壺）和淑景北舍，雖然此殿距離清涼殿較遠，但根據史料看來，麗景殿一般作為皇后、中宮、受寵之女御、皇太后或後宮女性長輩所居之殿。